# بلانکا فرناندز اوچوا
بلانکا فرناندز اوچوا (انگلیسی: Blanca Fernández Ochoa; ۲۲ آوریل ۱۹۶۳ – اوت ۲۰۱۹) اسکی‌باز آلپاین اهل اسپانیا بود.